# Saint Paul Bridge (Monrovia)
Die Saint Paul Bridge ist ein 240 Meter langes zweispuriges Überführungsbauwerk am United Nations Drive, der  Hauptausfallstraße der liberianischen Hauptstadt Monrovia. Die Brücke befindet sich etwa acht Kilometer (Luftlinie) vom historischen Stadtzentrum entfernt und ermöglicht das  Überqueren des St. Paul River am nördlichen Stadtrand.

## Geschichte
Von 1945 bis 1946 wurden im Zusammenhang mit dem Aufbau des Freeport Monrovia von in Liberia stationierten US-Pioniereinheiten verschiedene Bauprojekte zur militärischen und zivilen Infrastruktur realisiert, dazu gehörte auch der Bau einer Eisenbahnlinie und der dazu erforderlichen der Tubmanbrücke und kleinerer Viadukte im Norden der Hauptstadt Monrovia. Seit den 1950er Jahren wurden nordwestlich der Hauptstadt Forstgebiete für den Einschlag von Tropenhölzern erschlossen und seit den 1960er Jahren wurden Bergbaugebiete mit der Mano River Railway und der Bong mine Railway an den Freeport angeschlossen. In den 1970er Jahren wurde oberstromseitig neben der Eisenbahnbrücke noch eine separate zweispurige Brücke für den Fahrzeugverkehr errichtet, die zur Unterscheidung als St.Paul Bridge bezeichnet wird. Während des Bürgerkrieges waren diese Brücken besonders hart umkämpft, da sie den Vormarsch der Rebelleneinheiten aufhalten sollten.